# Quinzième district congressionnel du Texas
Le 15e district congressionnel du Texas comprend une mince partie de l'extrême sud de l'État du Texas. La Représentante actuelle du district est la Républicaine Monica De La Cruz. Élue en 2022, de la Cruz est la première républicaine et femme à représenter la circonscription.
Actuellement, le 15e district se compose d'une étroite bande de terre s'étendant de l'ouest du Comté d'Hidalgo dans la Vallée du Rio Grande vers le nord jusqu'à l'est du Comté de Guadalupe, à l'est de San Antonio. Le district comprend l'intégralité des comtés de Brooks, Jim Wells, Live Oak, Karnes et Wilson entre les comtés d'Hidalgo et de Guadalupe.
Le district a généralement accordé à ses membres du Congrès des mandats très longs à Washington ; seules huit personnes, sept Démocrates et un Républicain, l'ont représenté. Le Représentant le plus connu du district était John Nance Garner, qui représenta le district depuis sa création en 1903 jusqu'en 1933, et fut Speaker de la Chambre de 1931 à 1933. Il s'est présenté avec Franklin D. Roosevelt lors des campagnes présidentielles de 1932 et 1936, et a été élu Vice-Président des États-Unis, servant de 1933 à 1941. Le district a été l'un des premiers districts à majorité latino du pays et est représenté par des Représentants latino-américains depuis 1965.
Notamment, cette circonscription a voté de justesse plus de républicains aux élections parlementaires que le pays dans son ensemble en 2020. Vincente Gonzalez a gagné par 2,9 points tandis que les démocrates ont remporté le vote national par un total combiné de 3,1 points de pourcentage. Il a également voté plus républicain que la moyenne nationale tout en votant démocrate lors de l'élection présidentielle américaine de 2020, et la différence entre le vote national et le résultat était plus large à l'élection présidentielle qu'à la Chambre. En raison du redécoupage, le Représentant sortant Gonzalez aux élections de 2022 s'est présenté dans le 34e district. La candidate républicaine, l'ancienne agente d'assurance Monica de la Cruz, a battu la candidate Démocrate, la femme d'affaires Michelle Vallejo.

## Historique de vote
| Année | Poste                 | Résulats                     |
| ----- | --------------------- | ---------------------------- |
| 2014  | Sénat                 | Cornyn 53,0 % - 47,0 %       |
| 2014  | Gouverneur            | Abbott 50,0 % - 50,0 %       |
| 2016  | Président             | Clinton 55,0 % - 42,0 %      |
| 2018  | Sénat                 | O’Rourke 56,0 % - 44,0 %     |
| 2018  | Gouverneur            | Valdez (en) 50,0 % - 49,0 %  |
| 2018  | Lieutenant Gouverneur | Collier 54,0 % - 44,0 %      |
| 2018  | Procureur Général     | Nelson 55,0 % - 43,0 %       |
| 2020  | Président             | Trump 51,0 % - 48,0 %        |
| 2020  | Sénat                 | Cornyn 51,0 % - 46,0 %       |
| 2022  | Gouverneur            | Abbott 52,0 % - 46,0 %       |
| 2022  | Lieutenant Gouverneur | Patrick (en) 52,0 % - 45,0 % |
| 2022  | Procureur Général     | Paxton 51,0 % - 47,0 %       |

## Liste des Représentants du district
| Membre                          | Parti       | Années                            | Congrès     | Histoire électorale | Zone géographique |
| ------------------------------- | ----------- | --------------------------------- | ----------- | --- | --- |
| District établit le 4 mars 1903 |             |                                   |             | | |
| John N. Garner                  | Démocrate   | 4 mars 1903 - 3 mars 1933         | 58e - 72e   | Élu en 1902. Réélu en 1904. Réélu en 1906. Réélu en 1908. Réélu en 1910. Réélu en 1912. Réélu en 1914. Réélu en 1916. Réélu en 1918. Réélu en 1920. Réélu en 1922. Réélu en 1924. Réélu en 1926. Réélu en 1928. Réélu en 1930. Réélu en 1932. Démissionne pour devenir Vice-Président des États-Unis. | 1903–1911 |
| John N. Garner                  | Démocrate   | 4 mars 1903 - 3 mars 1933         | 58e - 72e   | Élu en 1902. Réélu en 1904. Réélu en 1906. Réélu en 1908. Réélu en 1910. Réélu en 1912. Réélu en 1914. Réélu en 1916. Réélu en 1918. Réélu en 1920. Réélu en 1922. Réélu en 1924. Réélu en 1926. Réélu en 1928. Réélu en 1930. Réélu en 1932. Démissionne pour devenir Vice-Président des États-Unis. | 1911–1919 |
| John N. Garner                  | Démocrate   | 4 mars 1903 - 3 mars 1933         | 58e - 72e   | Élu en 1902. Réélu en 1904. Réélu en 1906. Réélu en 1908. Réélu en 1910. Réélu en 1912. Réélu en 1914. Réélu en 1916. Réélu en 1918. Réélu en 1920. Réélu en 1922. Réélu en 1924. Réélu en 1926. Réélu en 1928. Réélu en 1930. Réélu en 1932. Démissionne pour devenir Vice-Président des États-Unis. | 1919–1935 |
| Vacant                          | Vacant      | 4 mars 1933 - 23 avril 1933       | 73e         | | |
| Milton H. West (en)             | Démocrate   | 23 avril 1933 - 28 octobre 1948   | 73e - 80e   | Élu pour terminer le mandat de Garner. Réélu en 1934. Réélu en 1936. Réélu en 1938. Réélu en 1940. Réélu en 1942. Réélu en 1944. Réélu en 1946. Décès. | |
| Milton H. West (en)             | Démocrate   | 23 avril 1933 - 28 octobre 1948   | 73e - 80e   | Élu pour terminer le mandat de Garner. Réélu en 1934. Réélu en 1936. Réélu en 1938. Réélu en 1940. Réélu en 1942. Réélu en 1944. Réélu en 1946. Décès. | 1935–1959 |
| Vacant                          | Vacant      | 28 octobre 1948 - 4 décembre 1948 | 80e         | | |
| Lloyd Bentsen                   | Démocrate   | 4 décembre 1948 - 3 janvier 1955  | 80e - 83e   | Élu pour terminer le mandat de West. Réélu en 1948. Réélu en 1950. Réélu en 1952. Retrait. | |
| Joe M. Kilgore (en)             | Démocrate   | 3 janvier 1955 - 3 janvier 1965   | 84e - 88e   | Élu en 1954. Réélu en 1956. Réélu en 1958. Réélu en 1960. Réélu en 1962. Retrait. | |
| Joe M. Kilgore (en)             | Démocrate   | 3 janvier 1955 - 3 janvier 1965   | 84e - 88e   | Élu en 1954. Réélu en 1956. Réélu en 1958. Réélu en 1960. Réélu en 1962. Retrait. | 1959–1967 |
| Kika de la Garza (en)           | Démocrate   | 3 janvier 1965 - 3 janvier 1997   | 89e - 104e  | Élu en 1964. Réélu en 1966. Réélu en 1968. Réélu en 1970. Réélu en 1972. Réélu en 1974. Réélu en 1976. Réélu en 1978. Réélu en 1980. Réélu en 1982. Réélu en 1984. Réélu en 1986. Réélu en 1988. Réélu en 1990. Réélu en 1992. Réélu en 1994. Retrait.                                                | |
| Kika de la Garza (en)           | Démocrate   | 3 janvier 1965 - 3 janvier 1997   | 89e - 104e  | Élu en 1964. Réélu en 1966. Réélu en 1968. Réélu en 1970. Réélu en 1972. Réélu en 1974. Réélu en 1976. Réélu en 1978. Réélu en 1980. Réélu en 1982. Réélu en 1984. Réélu en 1986. Réélu en 1988. Réélu en 1990. Réélu en 1992. Réélu en 1994. Retrait.                                                | 1967–1969 |
| Kika de la Garza (en)           | Démocrate   | 3 janvier 1965 - 3 janvier 1997   | 89e - 104e  | Élu en 1964. Réélu en 1966. Réélu en 1968. Réélu en 1970. Réélu en 1972. Réélu en 1974. Réélu en 1976. Réélu en 1978. Réélu en 1980. Réélu en 1982. Réélu en 1984. Réélu en 1986. Réélu en 1988. Réélu en 1990. Réélu en 1992. Réélu en 1994. Retrait.                                                | 1969–1973 |
| Kika de la Garza (en)           | Démocrate   | 3 janvier 1965 - 3 janvier 1997   | 89e - 104e  | Élu en 1964. Réélu en 1966. Réélu en 1968. Réélu en 1970. Réélu en 1972. Réélu en 1974. Réélu en 1976. Réélu en 1978. Réélu en 1980. Réélu en 1982. Réélu en 1984. Réélu en 1986. Réélu en 1988. Réélu en 1990. Réélu en 1992. Réélu en 1994. Retrait.                                                | 1973–1975 |
| Kika de la Garza (en)           | Démocrate   | 3 janvier 1965 - 3 janvier 1997   | 89e - 104e  | Élu en 1964. Réélu en 1966. Réélu en 1968. Réélu en 1970. Réélu en 1972. Réélu en 1974. Réélu en 1976. Réélu en 1978. Réélu en 1980. Réélu en 1982. Réélu en 1984. Réélu en 1986. Réélu en 1988. Réélu en 1990. Réélu en 1992. Réélu en 1994. Retrait.                                                | 1975–1983 |
| Kika de la Garza (en)           | Démocrate   | 3 janvier 1965 - 3 janvier 1997   | 89e - 104e  | Élu en 1964. Réélu en 1966. Réélu en 1968. Réélu en 1970. Réélu en 1972. Réélu en 1974. Réélu en 1976. Réélu en 1978. Réélu en 1980. Réélu en 1982. Réélu en 1984. Réélu en 1986. Réélu en 1988. Réélu en 1990. Réélu en 1992. Réélu en 1994. Retrait.                                                | 1983–1985 |
| Kika de la Garza (en)           | Démocrate   | 3 janvier 1965 - 3 janvier 1997   | 89e - 104e  | Élu en 1964. Réélu en 1966. Réélu en 1968. Réélu en 1970. Réélu en 1972. Réélu en 1974. Réélu en 1976. Réélu en 1978. Réélu en 1980. Réélu en 1982. Réélu en 1984. Réélu en 1986. Réélu en 1988. Réélu en 1990. Réélu en 1992. Réélu en 1994. Retrait.                                                | 1985–1993 |
| Kika de la Garza (en)           | Démocrate   | 3 janvier 1965 - 3 janvier 1997   | 89e - 104e  | Élu en 1964. Réélu en 1966. Réélu en 1968. Réélu en 1970. Réélu en 1972. Réélu en 1974. Réélu en 1976. Réélu en 1978. Réélu en 1980. Réélu en 1982. Réélu en 1984. Réélu en 1986. Réélu en 1988. Réélu en 1990. Réélu en 1992. Réélu en 1994. Retrait.                                                | 1993–2003 Bee, Brooks, De Witt, Goliad, Hidalgo, Jim Wells, Karnes, Kleberg, Live Oak, San Patricio et Willacy                   |
| Rubén Hinojosa                  | Démocrate   | 3 janvier 1997 - 3 janvier 2017   | 105e - 114e | Élu en 1996. Réélu en 1998. Réélu en 2000. Réélu en 2002. Réélu en 2004. Réélu en 2006. Réélu en 2008. Réélu en 2010. Réélu en 2012. Réélu en 2014. Retrait. | |
| Rubén Hinojosa                  | Démocrate   | 3 janvier 1997 - 3 janvier 2017   | 105e - 114e | Élu en 1996. Réélu en 1998. Réélu en 2000. Réélu en 2002. Réélu en 2004. Réélu en 2006. Réélu en 2008. Réélu en 2010. Réélu en 2012. Réélu en 2014. Retrait. | 2003–2005 Bee, Brooks, Goliad, Hidalgo, Kleberg, Live Oak, Nueces et San Patricio                                                |
| Rubén Hinojosa                  | Démocrate   | 3 janvier 1997 - 3 janvier 2017   | 105e - 114e | Élu en 1996. Réélu en 1998. Réélu en 2000. Réélu en 2002. Réélu en 2004. Réélu en 2006. Réélu en 2008. Réélu en 2010. Réélu en 2012. Réélu en 2014. Retrait. | 2005–2007 Bastrop, Bee, Brooks, Cameron, Colorado, De Witt, Fayette, Goliad, Hidalgo, Jim Wells, Lavaca, Refugio et San Patricio |
| Rubén Hinojosa                  | Démocrate   | 3 janvier 1997 - 3 janvier 2017   | 105e - 114e | Élu en 1996. Réélu en 1998. Réélu en 2000. Réélu en 2002. Réélu en 2004. Réélu en 2006. Réélu en 2008. Réélu en 2010. Réélu en 2012. Réélu en 2014. Retrait. | 2007–2013 Bee, Brooks, Cameron, De Witt, Duval, Goliad, Hidalgo, Jim Wells, Karnes, Live Oak, Refugio et San Patricio            |
| Rubén Hinojosa                  | Démocrate   | 3 janvier 1997 - 3 janvier 2017   | 105e - 114e | Élu en 1996. Réélu en 1998. Réélu en 2000. Réélu en 2002. Réélu en 2004. Réélu en 2006. Réélu en 2008. Réélu en 2010. Réélu en 2012. Réélu en 2014. Retrait. | 2013–2023 Brooks, Duval, Guadalupe (en partie), Hidalgo (en partie), Jim Hogg, Karnes, Live Oak et Wilson (en partie)            |
| Vicente Gonzalez                | Démocrate   | 3 janvier 2017 - 3 janvier 2023   | 115e - 117e | Élu en 2016. Réélu en 2018. Réélu en 2020. Redécoupage vers le 34e district. | |
| Monica De La Cruz               | Républicain | 3 janvier 2023 - Présent          | 118e - 119e | Élue en 2022. Réélue en 2024. | 2023–Présent Brooks, Guadalupe (en partie), Hidalgo (en partie), Jim Wells, Karnes, Live Oak et Wilson                           |

## Résultats des récentes élections
Voici les résultats des dix précédents cycles électoraux dans le district.

### 2004
| Élection de 2004 du 14e district congressionnel du Texas | Élection de 2004 du 14e district congressionnel du Texas | Élection de 2004 du 14e district congressionnel du Texas | Élection de 2004 du 14e district congressionnel du Texas | Élection de 2004 du 14e district congressionnel du Texas |
| -------------------------------------------------------- | -------------------------------------------------------- | -------------------------------------------------------- | -------------------------------------------------------- | -------------------------------------------------------- |
| Parti                                                    | Parti                                                    | Candidat                                                 | Votes                                                    | %                                                        |
|                                                          | Démocrate                                                | Ruben Hinojosa (sortant)                                 | 96 089                                                   | 57,76                                                    |
|                                                          | Républicain                                              | Michael D. Thamm                                         | 67 917                                                   | 40,82                                                    |
|                                                          | Libertarien                                              | William R. Cady                                          | 2 352                                                    | 1,41                                                     |
| Total des votes                                          | Total des votes                                          | Total des votes                                          | 166 358                                                  | 100 %                                                    |
|                                                          | Les Démocrates conservent                                |                                                          |                                                          |                                                          |

### 2006 (Spéciale)
| Élection Spéciale de 2006 du 14e district congressionnel du Texas | Élection Spéciale de 2006 du 14e district congressionnel du Texas | Élection Spéciale de 2006 du 14e district congressionnel du Texas | Élection Spéciale de 2006 du 14e district congressionnel du Texas | Élection Spéciale de 2006 du 14e district congressionnel du Texas |
| ----------------------------------------------------------------- | ----------------------------------------------------------------- | ----------------------------------------------------------------- | ----------------------------------------------------------------- | ----------------------------------------------------------------- |
| Parti                                                             | Parti                                                             | Candidat                                                          | Votes                                                             | %                                                                 |
|                                                                   | Démocrate                                                         | Ruben Hinojosa (sortant)                                          | 43 236                                                            | 61,77                                                             |
|                                                                   | Républicain                                                       | Paul B. Haring                                                    | 16 601                                                            | 23,72                                                             |
|                                                                   | Républicain                                                       | Eddie Zamora                                                      | 10 150                                                            | 14,51                                                             |
| Total des votes                                                   | Total des votes                                                   | Total des votes                                                   | 69 987                                                            | 100 %                                                             |
|                                                                   | Les Démocrates conservent                                         |                                                                   |                                                                   |                                                                   |

### 2008
| Élection de 2008 du 14e district congressionnel du Texas | Élection de 2008 du 14e district congressionnel du Texas | Élection de 2008 du 14e district congressionnel du Texas | Élection de 2008 du 14e district congressionnel du Texas | Élection de 2008 du 14e district congressionnel du Texas |
| -------------------------------------------------------- | -------------------------------------------------------- | -------------------------------------------------------- | -------------------------------------------------------- | -------------------------------------------------------- |
| Parti                                                    | Parti                                                    | Candidat                                                 | Votes                                                    | %                                                        |
|                                                          | Démocrate                                                | Ruben Hinojosa (sortant)                                 | 107 578                                                  | 67,28                                                    |
|                                                          | Républicain                                              | Eddie Zamora                                             | 52 303                                                   | 32,72                                                    |
| Total des votes                                          | Total des votes                                          | Total des votes                                          | 159 881                                                  | 100 %                                                    |
|                                                          | Les Démocrates conservent                                |                                                          |                                                          |                                                          |

### 2010
| Élection de 2010 du 14e district congressionnel du Texas | Élection de 2010 du 14e district congressionnel du Texas | Élection de 2010 du 14e district congressionnel du Texas | Élection de 2010 du 14e district congressionnel du Texas | Élection de 2010 du 14e district congressionnel du Texas |
| -------------------------------------------------------- | -------------------------------------------------------- | -------------------------------------------------------- | -------------------------------------------------------- | -------------------------------------------------------- |
| Parti                                                    | Parti                                                    | Candidat                                                 | Votes                                                    | %                                                        |
|                                                          | Démocrate                                                | Ruben Hinojosa (sortant)                                 | 53 546                                                   | 55,73                                                    |
|                                                          | Républicain                                              | Eddie Zamora                                             | 39 964                                                   | 41,59                                                    |
|                                                          | Libertarien                                              | Aaron I. Cohn                                            | 2 570                                                    | 2,68                                                     |
| Total des votes                                          | Total des votes                                          | Total des votes                                          | 96 080                                                   | 100 %                                                    |
|                                                          | Les Démocrates conservent                                |                                                          |                                                          |                                                          |

### 2012
| Élection de 2012 du 14e district congressionnel du Texas | Élection de 2012 du 14e district congressionnel du Texas | Élection de 2012 du 14e district congressionnel du Texas | Élection de 2012 du 14e district congressionnel du Texas | Élection de 2012 du 14e district congressionnel du Texas |
| -------------------------------------------------------- | -------------------------------------------------------- | -------------------------------------------------------- | -------------------------------------------------------- | -------------------------------------------------------- |
| Parti                                                    | Parti                                                    | Candidat                                                 | Votes                                                    | %                                                        |
|                                                          | Démocrate                                                | Ruben Hinojosa (sortant)                                 | 89 296                                                   | 60,88                                                    |
|                                                          | Républicain                                              | Dale Brueggemann                                         | 54 056                                                   | 36,85                                                    |
|                                                          | Libertarien                                              | Ron Finch                                                | 3 309                                                    | 2,27                                                     |
| Total des votes                                          | Total des votes                                          | Total des votes                                          | 146 661                                                  | 100 %                                                    |
|                                                          | Les Démocrates conservent                                |                                                          |                                                          |                                                          |

### 2014
| Élection de 2014 du 14e district congressionnel du Texas | Élection de 2014 du 14e district congressionnel du Texas | Élection de 2014 du 14e district congressionnel du Texas | Élection de 2014 du 14e district congressionnel du Texas | Élection de 2014 du 14e district congressionnel du Texas |
| -------------------------------------------------------- | -------------------------------------------------------- | -------------------------------------------------------- | -------------------------------------------------------- | -------------------------------------------------------- |
| Parti                                                    | Parti                                                    | Candidat                                                 | Votes                                                    | %                                                        |
|                                                          | Démocrate                                                | Ruben Hinojosa (sortant)                                 | 48 708                                                   | 54,01                                                    |
|                                                          | Républicain                                              | Eddie Zamora                                             | 39 016                                                   | 43,26                                                    |
|                                                          | Libertarien                                              | Johnny Partain                                           | 2 460                                                    | 2,73                                                     |
| Total des votes                                          | Total des votes                                          | Total des votes                                          | 90 184                                                   | 100 %                                                    |
|                                                          | Les Démocrates conservent                                |                                                          |                                                          |                                                          |

### 2016
| Élection de 2016 du 14e district congressionnel du Texas | Élection de 2016 du 14e district congressionnel du Texas | Élection de 2016 du 14e district congressionnel du Texas | Élection de 2016 du 14e district congressionnel du Texas | Élection de 2016 du 14e district congressionnel du Texas |
| -------------------------------------------------------- | -------------------------------------------------------- | -------------------------------------------------------- | -------------------------------------------------------- | -------------------------------------------------------- |
| Parti                                                    | Parti                                                    | Candidat                                                 | Votes                                                    | %                                                        |
|                                                          | Démocrate                                                | Vincente Gonzalez                                        | 101 712                                                  | 57,31                                                    |
|                                                          | Républicain                                              | Tim Westley                                              | 66 877                                                   | 37,68                                                    |
|                                                          | Vert                                                     | Vanessa S. Tijerina                                      | 5 448                                                    | 3,07                                                     |
|                                                          | Libertarien                                              | Ross Lynn Leone                                          | 3 442                                                    | 1,94                                                     |
| Total des votes                                          | Total des votes                                          | Total des votes                                          | 177 479                                                  | 100 %                                                    |
|                                                          | Les Démocrates conservent                                |                                                          |                                                          |                                                          |

### 2018
| Élection de 2018 du 14e district congressionnel du Texas | Élection de 2018 du 14e district congressionnel du Texas | Élection de 2018 du 14e district congressionnel du Texas | Élection de 2018 du 14e district congressionnel du Texas | Élection de 2018 du 14e district congressionnel du Texas |
| -------------------------------------------------------- | -------------------------------------------------------- | -------------------------------------------------------- | -------------------------------------------------------- | -------------------------------------------------------- |
| Parti                                                    | Parti                                                    | Candidat                                                 | Votes                                                    | %                                                        |
|                                                          | Démocrate                                                | Vincente Gonzalez (sortant)                              | 98 333                                                   | 59,07                                                    |
|                                                          | Républicain                                              | Tim Westley                                              | 63 862                                                   | 38,07                                                    |
|                                                          | Libertarien                                              | Anthony Cristo                                           | 2 607                                                    | 1,06                                                     |
| Total des votes                                          | Total des votes                                          | Total des votes                                          | 164 802                                                  | 100 %                                                    |
|                                                          | Les Démocrates conservent                                |                                                          |                                                          |                                                          |

### 2020
| Élection de 2020 du 14e district congressionnel du Texas | Élection de 2020 du 14e district congressionnel du Texas | Élection de 2020 du 14e district congressionnel du Texas | Élection de 2020 du 14e district congressionnel du Texas | Élection de 2020 du 14e district congressionnel du Texas |
| -------------------------------------------------------- | -------------------------------------------------------- | -------------------------------------------------------- | -------------------------------------------------------- | -------------------------------------------------------- |
| Parti                                                    | Parti                                                    | Candidat                                                 | Votes                                                    | %                                                        |
|                                                          | Démocrate                                                | Vincente Gonzalez (sortant)                              | 115 605                                                  | 50,05                                                    |
|                                                          | Républicain                                              | Monica De La Cruz                                        | 109 017                                                  | 47,06                                                    |
|                                                          | Libertarien                                              | Ross Lynn Leone                                          | 4 295                                                    | 1,09                                                     |
| Total des votes                                          | Total des votes                                          | Total des votes                                          | 228 917                                                  | 100 %                                                    |
|                                                          | Les Démocrates conservent                                |                                                          |                                                          |                                                          |

### 2022
| Primaire Démocrate de 2022 du 14e district congressionnel du Texas | Primaire Démocrate de 2022 du 14e district congressionnel du Texas | Primaire Démocrate de 2022 du 14e district congressionnel du Texas | Primaire Démocrate de 2022 du 14e district congressionnel du Texas | Primaire Démocrate de 2022 du 14e district congressionnel du Texas |
| ------------------------------------------------------------------ | ------------------------------------------------------------------ | ------------------------------------------------------------------ | ------------------------------------------------------------------ | ------------------------------------------------------------------ |
| Parti                                                              | Parti                                                              | Candidat                                                           | Votes                                                              | %                                                                  |
|                                                                    | Démocrate                                                          | Ruben Ramirez                                                      | 9 221                                                              | 28,3                                                               |
|                                                                    | Démocrate                                                          | Michelle Vallejo                                                   | 6 570                                                              | 20,1                                                               |
|                                                                    | Démocrate                                                          | John Villarreal Rigney                                             | 6 268                                                              | 19,2                                                               |
|                                                                    | Démocrate                                                          | Eliza Alvarado                                                     | 5 398                                                              | 16,5                                                               |
|                                                                    | Démocrate                                                          | Vanessa Tijerina                                                   | 3 470                                                              | 10,6                                                               |
|                                                                    | Démocrate                                                          | Julio Garza                                                        | 1 693                                                              | 5,2                                                                |

| Primaire Démocrate de 2022 du 14e district congressionnel du Texas | Primaire Démocrate de 2022 du 14e district congressionnel du Texas | Primaire Démocrate de 2022 du 14e district congressionnel du Texas | Primaire Démocrate de 2022 du 14e district congressionnel du Texas | Primaire Démocrate de 2022 du 14e district congressionnel du Texas |
| ------------------------------------------------------------------ | ------------------------------------------------------------------ | ------------------------------------------------------------------ | ------------------------------------------------------------------ | ------------------------------------------------------------------ |
| Parti                                                              | Parti                                                              | Candidat                                                           | Votes                                                              | %                                                                  |
|                                                                    | Démocrate                                                          | Michelle Vallejo                                                   | 6 079                                                              | 50,1                                                               |
|                                                                    | Démocrate                                                          | Ruben Ramirez                                                      | 6 049                                                              | 49,9                                                               |

| Primaire Républicaine de 2022 du 14e district congressionnel du Texas | Primaire Républicaine de 2022 du 14e district congressionnel du Texas | Primaire Républicaine de 2022 du 14e district congressionnel du Texas | Primaire Républicaine de 2022 du 14e district congressionnel du Texas | Primaire Républicaine de 2022 du 14e district congressionnel du Texas |
| --------------------------------------------------------------------- | --------------------------------------------------------------------- | --------------------------------------------------------------------- | --------------------------------------------------------------------- | --------------------------------------------------------------------- |
| Parti                                                                 | Parti                                                                 | Candidat                                                              | Votes                                                                 | %                                                                     |
|                                                                       | Républicain                                                           | Monica De La Cruz                                                     | 16 835                                                                | 56,5                                                                  |
|                                                                       | Républicain                                                           | Mauro Garza                                                           | 4 544                                                                 | 15,3                                                                  |
|                                                                       | Républicain                                                           | Sara Canady                                                           | 2 741                                                                 | 9,2                                                                   |
|                                                                       | Républicain                                                           | Ryan Krause                                                           | 2 728                                                                 | 9,2                                                                   |
|                                                                       | Républicain                                                           | Steve Schmuker Jr.                                                    | 1 064                                                                 | 3,6                                                                   |
|                                                                       | Républicain                                                           | John Lerma                                                            | 658                                                                   | 2,2                                                                   |
|                                                                       | Républicain                                                           | Jose Aizar Cavazos                                                    | 504                                                                   | 1,7                                                                   |
|                                                                       | Républicain                                                           | Angela Juarez                                                         | 416                                                                   | 1,4                                                                   |
|                                                                       | Républicain                                                           | Vangela Churchill                                                     | 298                                                                   | 1,0                                                                   |

| Élection de 2022 du 14e district congressionnel du Texas | Élection de 2022 du 14e district congressionnel du Texas | Élection de 2022 du 14e district congressionnel du Texas | Élection de 2022 du 14e district congressionnel du Texas | Élection de 2022 du 14e district congressionnel du Texas |
| -------------------------------------------------------- | -------------------------------------------------------- | -------------------------------------------------------- | -------------------------------------------------------- | -------------------------------------------------------- |
| Parti                                                    | Parti                                                    | Candidat                                                 | Votes                                                    | %                                                        |
|                                                          | Républicain                                              | Monica De La Cruz                                        | 80 978                                                   | 53,3                                                     |
|                                                          | Démocrate                                                | Michelle Vallejo                                         | 68 097                                                   | 44,8                                                     |
|                                                          | Libertarien                                              | Ross Lynnc Leone                                         | 2 814                                                    | 1,9                                                      |
| Total des votes                                          | Total des votes                                          | Total des votes                                          | 151 889                                                  | 100 %                                                    |
|                                                          | Les Républicains gagnent                                 |                                                          |                                                          |                                                          |

### 2024
| Primaire Démocrate de 2024 du 14e district congressionnel du Texas | Primaire Démocrate de 2024 du 14e district congressionnel du Texas | Primaire Démocrate de 2024 du 14e district congressionnel du Texas | Primaire Démocrate de 2024 du 14e district congressionnel du Texas | Primaire Démocrate de 2024 du 14e district congressionnel du Texas |
| ------------------------------------------------------------------ | ------------------------------------------------------------------ | ------------------------------------------------------------------ | ------------------------------------------------------------------ | ------------------------------------------------------------------ |
| Parti                                                              | Parti                                                              | Candidat                                                           | Votes                                                              | %                                                                  |
|                                                                    | Démocrate                                                          | Michelle Vallejo                                                   | 6 079                                                              | 50,1                                                               |
|                                                                    | Démocrate                                                          | John Villarreal Rigney                                             | 6 049                                                              | 49,9                                                               |

| Primaire Républicaine de 2024 du 14e district congressionnel du Texas | Primaire Républicaine de 2024 du 14e district congressionnel du Texas | Primaire Républicaine de 2024 du 14e district congressionnel du Texas | Primaire Républicaine de 2024 du 14e district congressionnel du Texas | Primaire Républicaine de 2024 du 14e district congressionnel du Texas |
| --------------------------------------------------------------------- | --------------------------------------------------------------------- | --------------------------------------------------------------------- | --------------------------------------------------------------------- | --------------------------------------------------------------------- |
| Parti                                                                 | Parti                                                                 | Candidat                                                              | Votes                                                                 | %                                                                     |
|                                                                       | Républicain                                                           | Monica De La Cruz (sortante)                                          | 16 835                                                                | 56,5                                                                  |
|                                                                       | Républicain                                                           | Vangela Curchill                                                      | 4 544                                                                 | 15,3                                                                  |

| Élection de 2024 du 14e district congressionnel du Texas | Élection de 2024 du 14e district congressionnel du Texas | Élection de 2024 du 14e district congressionnel du Texas | Élection de 2024 du 14e district congressionnel du Texas | Élection de 2024 du 14e district congressionnel du Texas |
| -------------------------------------------------------- | -------------------------------------------------------- | -------------------------------------------------------- | -------------------------------------------------------- | -------------------------------------------------------- |
| Parti                                                    | Parti                                                    | Candidat                                                 | Votes                                                    | %                                                        |
|                                                          | Républicain                                              | Monica De La Cruz (sortante)                             | 127 620                                                  | 57,1                                                     |
|                                                          | Démocrate                                                | Michelle Vallejo                                         | 95,758                                                   | 42,9                                                     |
| Total des votes                                          | Total des votes                                          | Total des votes                                          | 223 769                                                  | 100 %                                                    |
|                                                          | Les Républicains conservent                              |                                                          |                                                          |                                                          |